# Ángel Luis Andreo

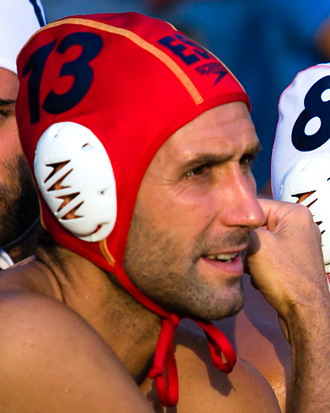
Ángel Luis Andreo (2008)

Ángel Luis Andreo Gabán (* 3. Dezember 1972 in Madrid) ist ein ehemaliger spanischer Wasserballspieler. Mit der spanischen Nationalmannschaft wurde er Weltmeister 2001 und Weltmeisterschaftsdritter 2007 sowie Europameisterschaftsdritter 2006.

## Sportliche Karriere
Der 1,91 Meter große Torwart spielte 20 Jahre in der spanischen Liga. Von 1997 bis 2005 war er beim Club Natació Atlètic Barceloneta, mit dem er zwei spanische Meistertitel gewann. Danach spielte er bis 2008 bei Waterpolo Pla-Za Zaragoza.
In der Nationalmannschaft war er zunächst Ersatztorwart für Jesús Miguel Rollán. Bei den Olympischen Spielen 1996 in Atlanta und 2000 in Sydney hütete durchgängig Rollán das Tor, Andreo wurde nicht eingesetzt. Bei den Mittelmeerspielen 1997 in Bari gewannen Rollán und Andreo mit der spanischen Mannschaft die Bronzemedaille hinter Rest-Jugoslawien und Kroatien.
2001 belegten die Spanier den sechsten Platz bei der Europameisterschaft in Budapest. Kurz darauf bei der Weltmeisterschaft in Fukuoka gewannen die Spanier ihre Vor- und Hauptrundengruppe. Im Halbfinale gegen Italien und im Finale gegen Serbien und Montenegro siegten sie jeweils mit 4:2. Anfang September 2001 fanden die Mittelmeerspiele in Tunis statt. Dort gewannen die Spanier vor den Italienern. Zwei Jahre später unterlagen die Spanier bei der Europameisterschaft 2003 in Slowenien im Viertelfinale den Ungarn mit 2:10. In den Platzierungsspielen erreichten sie den fünften Platz. Bei der Heim-Weltmeisterschaft 2003 in Barcelona verloren die Spanier im Viertelfinale mit 3:7 gegen die Mannschaft aus Serbien und Montenegro. In den Platzierungsspielen erreichten sie wie in Slowenien den fünften Platz. 2004 bei den Olympischen Spielen in Athen wurden die Spanier in ihrer Vorrundengruppe nur Vierte und verloren im Viertelfinale gegen die Mannschaft aus Serbien und Montenegro. Im Spiel um den fünften Platz unterlagen sie der deutschen Mannschaft. In den vier Jahren von 2001 bis 2004 waren weiterhin Rollán und Andreo die Torhüter der Nationalmannschaft, allerdings verlagerten sich die Spielanteile langsam zu Andreo, der 2004 eindeutig Stammtorhüter war.
2005 bei den Mittelmeerspielen in Almeria siegten die Spanier vor den Italienern. Iñaki Aguilar und Ángel Luis Andreo waren nun das Torhüterduo, so auch beim fünften Platz bei der Weltmeisterschaft 2005. 2006 bei der Europameisterschaft in Belgrad bezwangen die Spanier im Viertelfinale die Mannschaft aus Griechenland. Nach einem 10:16 gegen die Ungarn im Halbfinale gewannen die Spanier das Spiel um Bronze gegen Rumänien. 2007 war Melbourne Austragungsort der Weltmeisterschaft. Spanien besiegte im Viertelfinale die Italiener und verlor im Halbfinale mit 11:12 gegen Ungarn. Im Spiel um den dritten Platz bezwangen die Spanier die serbische Mannschaft nach Penaltyschießen. 2008 bei den Olympischen Spielen in Peking unterlagen die Spanier im Viertelfinale den Serben und belegten am Ende den fünften Platz. Aguilar war jetzt Stammtorhüter. Andreo kam im Spiel um den fünften Platz gegen Kroatien 3:49 Minuten vor Schluss ins Spiel und konnte einen von vier Würfen abwehren.